# Государственный ассигнационный банк
Государственный ассигнационный банк — государственный эмиссионный банк Российской империи, созданный в 1768 (по новому стилю — в 1769) году для выпуска ассигнаций и их обмена на металлический рубль. Здание банка в Санкт-Петербурге на Садовой улице, 21 построил в 1783—1790 годах архитектор Джакомо Кваренги.

## История

### Причины учреждения банка
В XVIII веке Российская империя участвовала в многочисленных военных кампаниях, которые требовали значительных расходов. Для покрытия военных расходов обычно использовали серебряные монеты, ценившиеся на европейских рынках и являвшиеся средством международных расчётов. Однако российская казна испытывала постоянный дефицит серебра. Интенсивный выпуск медных денег в период правления императрицы Елизаветы Петровны не смог удовлетворить запросы государства и насытить казну серебром. Поэтому генерал-прокурор Сената Я. П. Шаховской предложил правительству вариант, связанный с введением бумажных денег.
25 мая 1762 года император Пётр III принял решение об учреждении Государственного банка, который по образцу Банка Англии имел бы право выпуска банковских билетов. Однако вследствие дворцового переворота 28 июня 1762 года данный проект не был осуществлён. Вспыхнувшая в 1768 году Русско-турецкая война и дефицит государственного бюджета заставили Екатерину II в свою очередь обратиться к идее выпуска бумажных денег.
В 1768 году императрице Екатерине II была подана записка, обосновывавшая выгоды хождения бумажных денег, автором которой был граф К. Е. Сиверс. В записке Сиверса оговаривались меры, которые могли быть приняты для ускорения и облегчения денежного обращения и тем самым для лучшего развития торговли. Специально созданный банк должен был выпускать ассигнации, которые могли свободно обмениваться на звонкую монету и приниматься как законное платёжное средство.

### Учреждение банков для обмена ассигнаций
29 декабря 1768 (9 января 1769) был подписан, а 2 (13) февраля 1769 обнародован Манифест об учреждении в Санкт-Петербурге и Москве государственных банков для обмена ассигнаций. Причинами введения бумажных денег в манифесте объявлялись: «тягость медной монеты», затруднявшая её обращение; сложность перемещения денег; необходимость создания банка как и в Европе.
В манифесте отмечалось, что ассигнации имеют хождение наравне с монетой и людям, предъявлявшим ассигнации, должны были немедленно выдаваться деньги в надлежащем количестве. Было установлено, что выпуск бумажных денег не должен превышать наличную сумму звонкой монеты, находящейся в банке. Изначальный капитал Ассигнационного банка составлял 1 млн руб. медных денег — по 0,5 млн руб. Петербургской и Московской конторам, — которые было рекомендовано взять из сумм упраздненного Медного банка. Этот металлический фонд полностью обеспечивал эмиссию бумажных денег, лимит которой был определён в 1 млн рублей.
Для облегчения обмена ассигнаций дополнительно были открыты банковские конторы в Ярославле (1772), в Смоленске, Устюге, Астрахани, Нижнем Новгороде и Вышнем Волочке (1773), и для каждой из них выпущено ассигнаций на 150—200 тысяч рублей; в 1776 году — в Тобольске с выпуском ассигнаций на 1 млн рублей; в 1779 году — в Иркутске с выпуском ассигнаций на 500 тысяч рублей; в 1781 году открыты конторы в Пскове, Новгороде, Твери, Нежине, Киеве, Курске, Харькове, Тамбове, Орле и Туле с выпуском ассигнаций на 200 тысяч рублей каждая; в 1782 году — в Казани (300 тысяч), Архангельске (200 тысяч), Херсоне (300 тысяч), Риге (200 тысяч) и Ревеле (100 тысяч). Несмотря на то, что указом 20 августа 1781 года предписывалось в губернских городах губернаторам, а в уездных — городничим свидетельствовать состояние сумм в банковских конторах и доносить главному правлению банков, деятельность контор была не успешна, и в 1788 году 16 из них были закрыты.
В 1771 году Ассигнационным банкам дозволено принимать вклады от частных лиц из 5 % и раздавать их в ссуды в размере 10 000—25 000 рублей каждая.

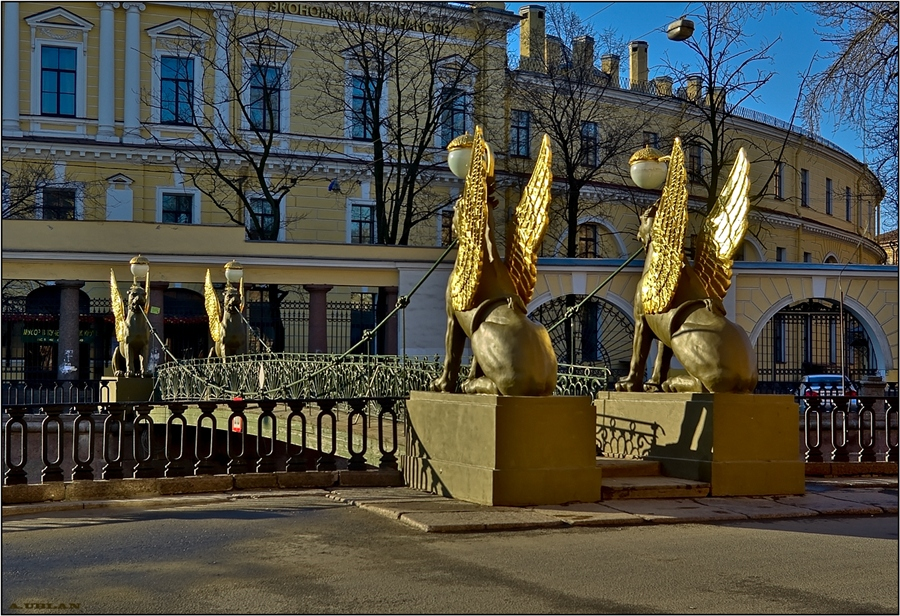
Банковский мостик через бывший Екатерининский канал перед Ассигнационным банком, ставший одним из символов Петербурга

### Учреждение Государственного ассигнационного банка
В 1786 году Ассигнационные банки переименованы в один Государственный ассигнационный банк, которому были даны следующие привилегии:
1. закупать внутри государства медь и выпускать её за границу;
2. выписывать из-за границы золото и серебро в слитках и иностранной монете;
3. завести в Санкт-Петербурге монетный двор и чеканить монету;
4. производить учёт векселей, удерживая не свыше 0,5 % в месяц, для чего при Ассигнационном банке учреждены учётные конторы по векселям.

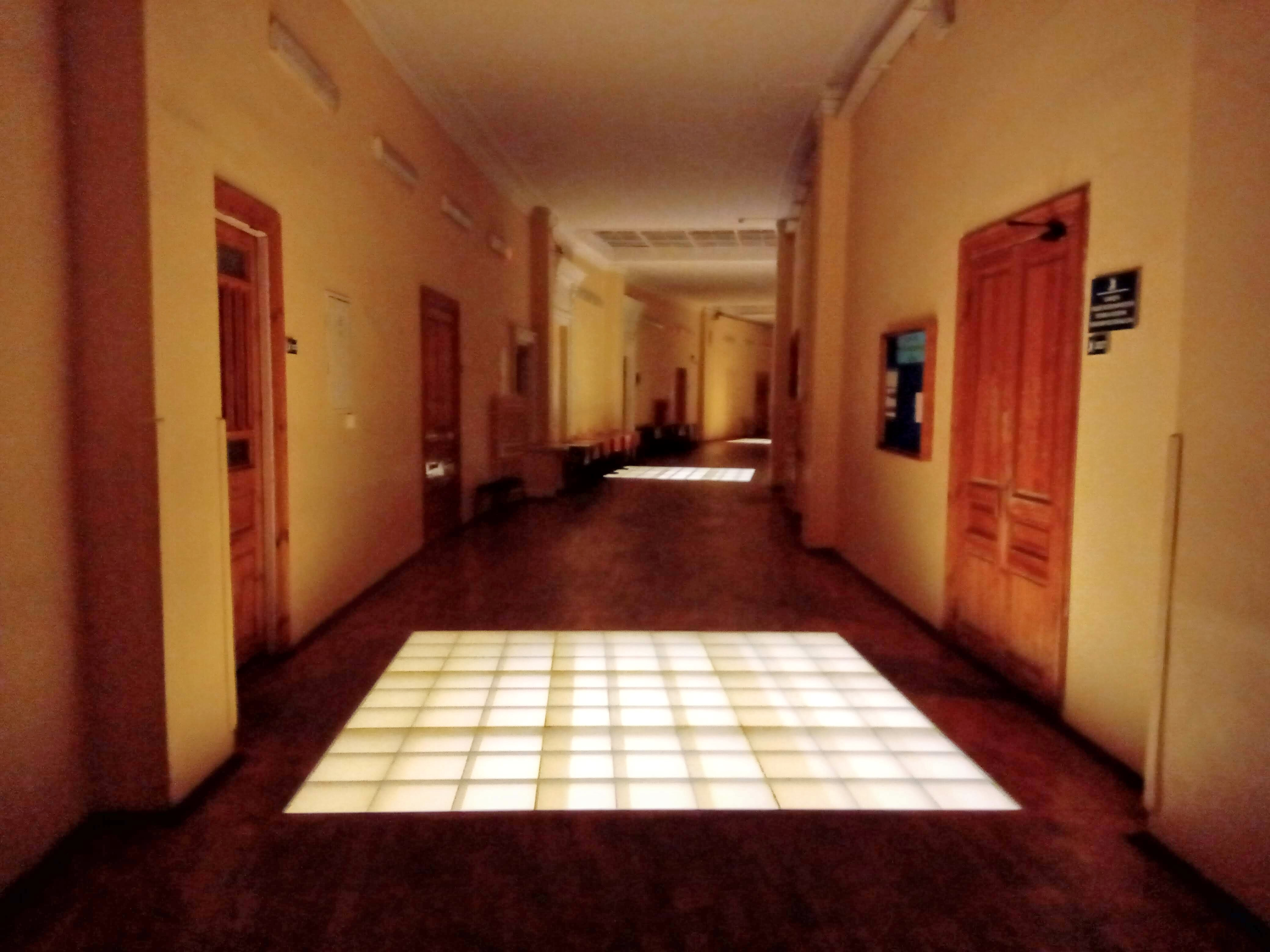
Коридоры основного здания бывшего Ассигнационного банка, ныне Экономического университета вечером. Белые светящиеся квадраты на полу — бывшие «световые колодцы»

В 1794 году выпуск ассигнаций распространён на присоединённые польские области и учреждены конторы в Вильне, Гродне, Ковне. Количество всех ассигнаций, выпущенных при Екатерине II, составило 157 млн рублей, а курс их не падал ниже 70 копеек серебром  на рубль ассигнациями. В последующие царствования количество ассигнаций продолжало возрастать, и к 1817 году, когда их выпуск был окончательно прекращён, оно составило 836 млн бумажных рублей.
Вместе с окончательным изъятием из обращения ассигнаций и заменой их согласно манифесту 1 июня 1843 года государственными кредитными билетами прекратил своё существование и Государственный ассигнационный банк.

## Дополнительные изображения

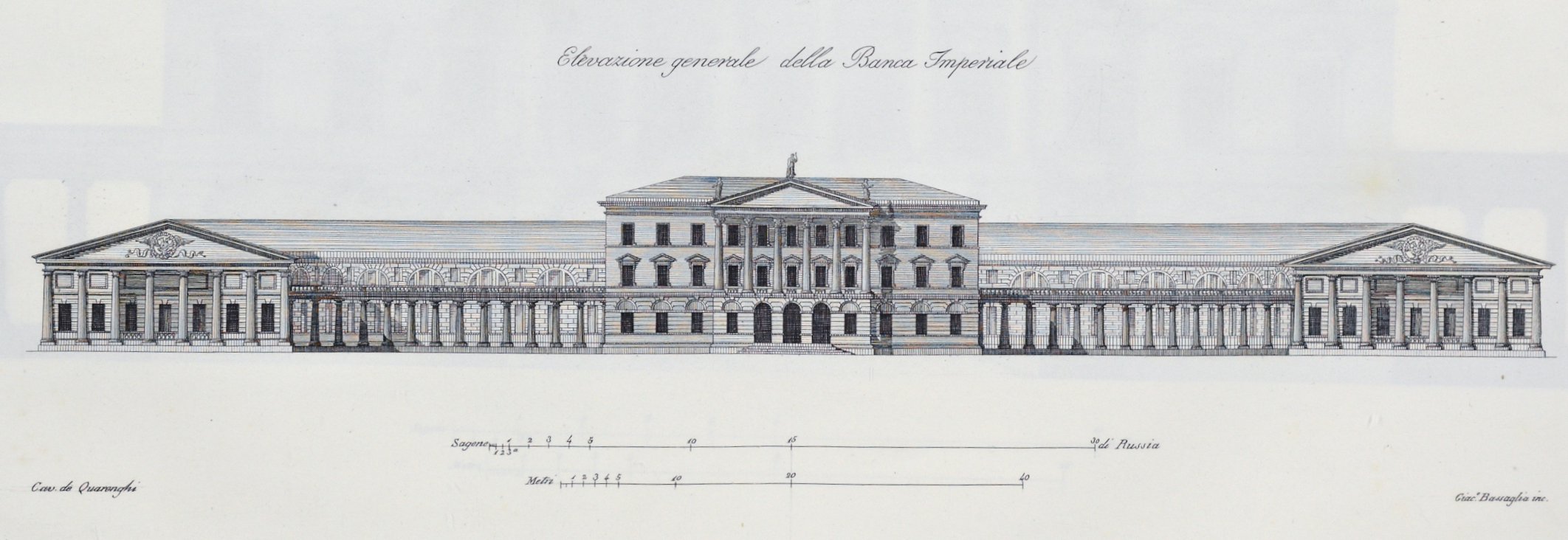
Чертёж главного фасада банка со стороны Садовой улицы

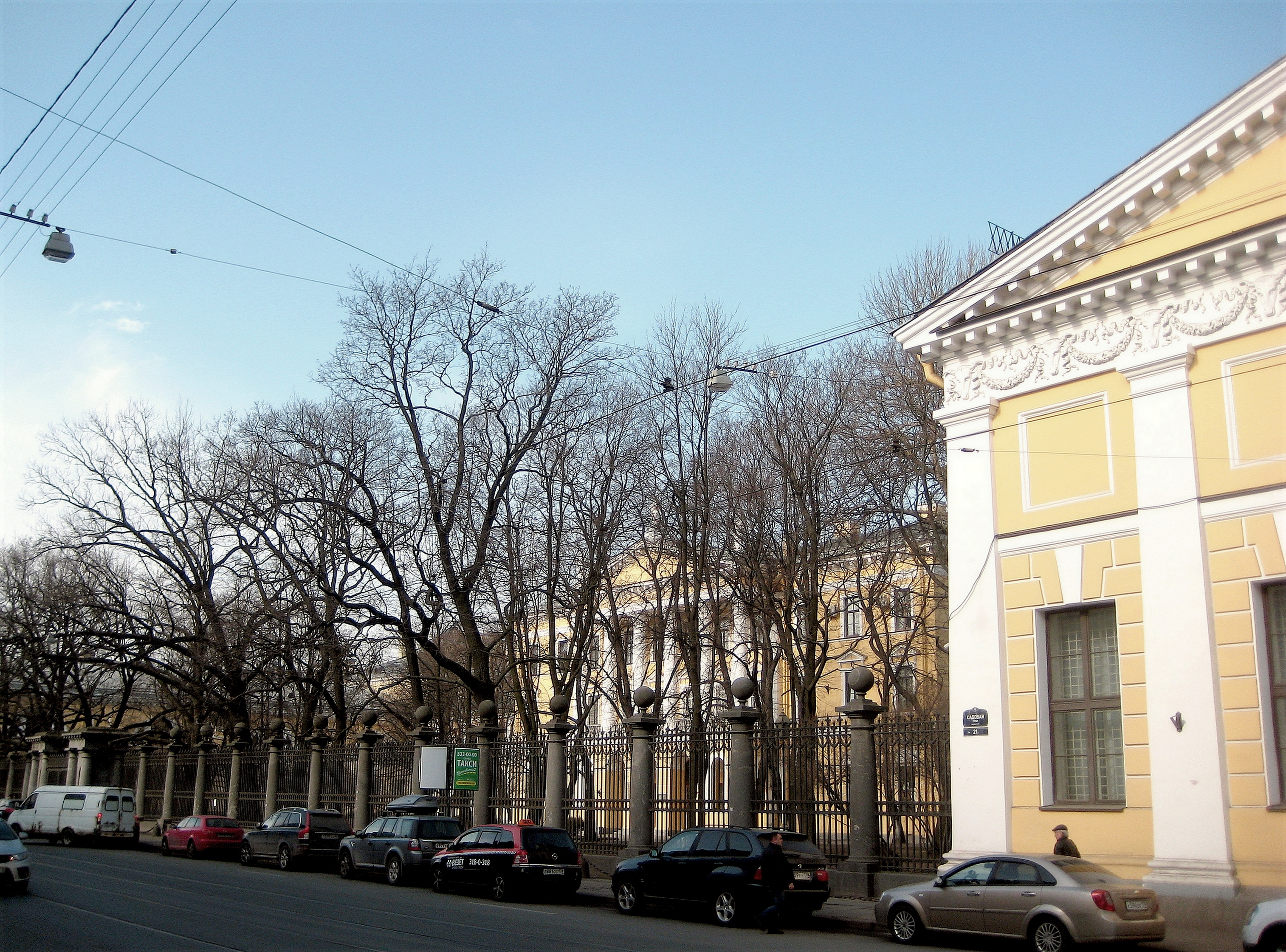
Главный фасад здания банка со стороны Садовой улицы, в XXI веке Санкт-Петербургский государственный университет экономики и финансов, на 2024 год Санкт-Петербургский государственный экономический университет

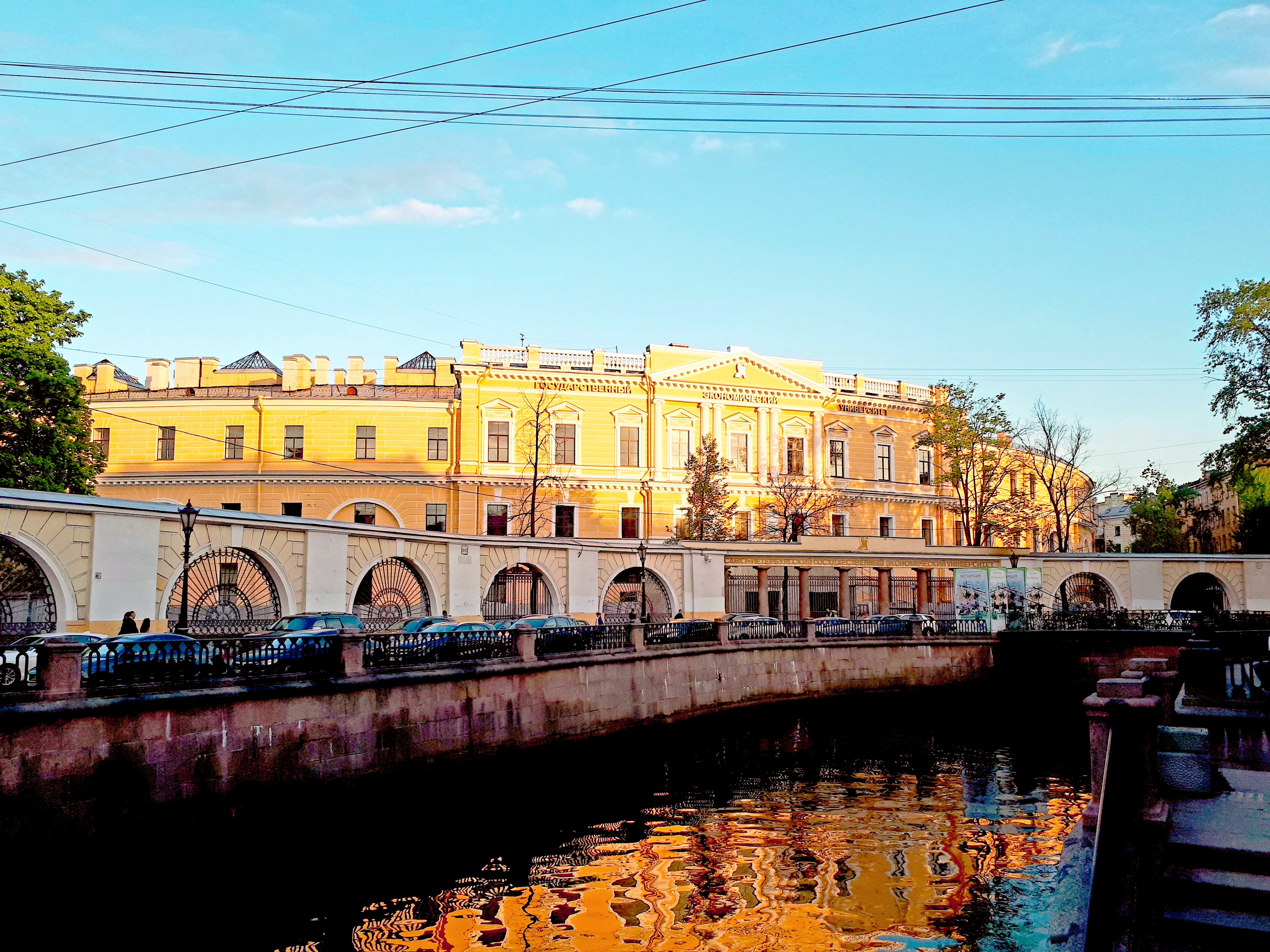
Здание ассигнационного банка со стороны канала Грибоедова, д. 30-32